# Ernest Arthur Gardner
Ernest Arthur Gardner (* 16. März 1862 in Clapton, London; † 27. November 1939 in Maidenhead, Berkshire) war ein britischer Klassischer Archäologe.

## Leben
Gardner, Sohn eines Börsenmaklers, besuchte die City of London School und studierte von 1880 bis 1884 Altertumswissenschaften am Gonville and Caius College der Universität Cambridge. Hier war er auch von 1885 bis 1894 Fellow. 1885–86 nahm er mit Flinders Petrie an den Ausgrabungen der Egypt Exploration Society in Naukratis teil. Ab 1886 war er an der British School at Athens, deren Direktor er von 1887 bis 1895 wurde. Er führte zunächst Ausgrabungen in Alt-Paphos und Salamis auf Zypern durch, später in Megalopolis.
Von 1896 bis 1929 war er Yates Professor of Classical Art and Archaeology am University College der Universität London. Zu seinen Schülern zählte Mortimer Wheeler.
Während des Ersten Weltkrieges diente er von 1915 bis 1919 als Geheimdienstoffizier, zunächst in Griechenland, später in London.
Sein älterer Bruder Percy Gardner (1846–1937) war ebenfalls Klassischer Archäologe.